# Бичуринское сельское поселение (Чувашия)
Бичуринское се́льское поселе́ние — упразднённое муниципальное образование в Мариинско-Посадском районе Чувашии Российской Федерации.

## История
Образовано Законом Чувашской Республики от 24 ноября 2004 года. Упразднено законом от 29 марта 2022 года в рамках преобразования муниципального района со всеми входившими в его состав поселениями путём их объединения в муниципальный округ. В рамках администрации муниципального округа с 1 января 2023 года функционирует Бичуринский территориальный отдел.

## Население
| 2010 | 2012  | 2013  | 2014  | 2015 | 2016 | 2017 |
| ---- | ----- | ----- | ----- | ---- | ---- | ---- |
| 1111 | ↘1087 | ↘1057 | ↘1024 | ↘999 | ↘977 | ↘946 |
| 2018 | 2019  | 2020  | 2021  |      |      |      |
| ↗964 | ↘933  | ↘922  | ↘896  |      |      |      |

## Состав сельского поселения
| № | Населённый пункт | Тип населённого пункта       | Население |
| - | ---------------- | ---------------------------- | --------- |
| 1 | Бичурино         | село, административный центр | ↗535      |
| 2 | Второе Чурашево  | деревня                      | ↗139      |
| 3 | Итяково          | деревня                      | ↗101      |
| 4 | Сюндюково        | деревня                      | ↗436      |
| 5 | Чинеры           | деревня                      | ↘16       |